# Jeroen Spitzenberger
Jeroen Spitzenberger (Rotterdam, 20 januari 1976) is een Nederlands toneel-, televisie- en filmacteur. Hij is te zien in verschillende producties en had hoofdrollen in onder meer Lieve lust, Alles is liefde en de televisieseries Divorce en Het jaar van Fortuyn.

## Carrière
Zijn middelbare school doorliep hij aan het Montfort College te Rotterdam (1988-1994). Spitzenberger studeerde vervolgens tussen 1994 en 1998 aan Toneelschool Arnhem, waar hij ook afstudeerde. Daarna was hij werkzaam bij verschillende theatergezelschappen, waaronder Het Nationale Toneel (2007-2015), het Onafhankelijke Toneel en Toneelgroep Amsterdam.
Hij speelde een van zijn eerste rollen in de film De tweeling (2002), gebaseerd op het gelijknamige boek van Tessa de Loo. In de film is hij te zien als David, de joodse vriend van Lotte (Thekla Reuten). Daarna volgden onder meer De dominee en Stille nacht. In 2005 kreeg hij een hoofdrol in de relatiekomedie Lieve lust van Talpa, die echter al na een seizoen werd beëindigd. Hij had een belangrijke rol in de succesvolle film Alles is liefde (2007), waarin hij als tegenspeler van Carice van Houten de rol van Prins Valentijn vertolkt. In de film zijn verder onder meer Anneke Blok, Thomas Acda en Peter Paul Muller te zien. Kim van Kooten, scenarioschrijfster van de film, verklaarde dat ze Jeroen Spitzenberger ziet als de Nederlandse Hugh Grant.
Verder had hij gastrollen in Nederlandse series als Russen, Baantjer, Keyzer & De Boer Advocaten en Spoorloos verdwenen. In 2008 was hij te zien in het vierde seizoen van de komische dramaserie Gooische vrouwen, waarin hij de rol van Joost van Wenten vertolkte, de nieuwe vriend van Anouk Verschuur (Susan Visser).
In 2009 speelde hij de rol van kersverse minister Karel Bijl in de serie Sorry Minister, waarin zijn personage het op moet nemen tegen secretaris-generaal Helen van Zuylen, privésecretaris Maarten Hulst en diens assistent Mohammed in de eeuwigdurende strijd om de werkelijke macht binnen de regering.
In het voorjaar van 2010 was Spitzenberger te zien in de AVRO-dramaserie Bloedverwanten. Hij speelde de rol van Thomas en was te zien naast Derek de Lint en Henriëtte Tol. Van maart tot en met mei 2010 speelde hij de hoofdrol in de toneelvoorstelling Pier Paolo Pasolini - P.P.P. van Het Nationale Toneel in Den Haag naast onder anderen Jochum ten Haaf, Betty Schuurman en Jaap Spijkers. Voor deze rol ontving hij in 2010 de Guido de Moorprijs.
In de zomer van 2010 vonden de opnames plaats van de familiefilm Tony 10, geregisseerd door Mischa Kamp (Het paard van Sinterklaas), waarin hij naast Rifka Lodeizen de vader van Tony speelde. In 2011 nam Spitzenberger de titelrol voor zijn rekening in Süskind, een bioscoopfilm van regisseur Rudolf van den Berg (Tirza). In 2013 was hij te zien in Mannenharten van regisseur Marc de Cloe.
Sinds december 2012 was Spitzenberger vier seizoenen lang te zien in de dramaserie Divorce, naar een idee van Linda de Mol. Hierin neemt hij de rol van Boudewijn Schaeffer op zich.
Eind 2014 speelde Spitzenberger de hoofdrol in de door NPO 3 uitgezonden serie Vrolijke kerst, als vader Maarten Vrolijk.
In 2016 vertolkte Spitzenberger een hoofdrol in de thrillerserie Vlucht HS13.
In 2022 speelde Spitzenberger de titelrol in Het jaar van Fortuyn. Hij won voor deze rol het Gouden Kalf voor beste hoofdrol in een dramaserie.
In 2024 deed Spitzenberger mee aan seizoen 24 van Wie is de Mol?. In datzelfde jaar deed hij samen met Jip van den Toorn mee aan de Top 2000 Quiz.
In 2025 deed Spitzenberger mee aan het derde seizoen van LOL: Last One Laughing.

## Privéleven
Jeroen Spitzenberger trouwde in de zomer van 2007 met actrice Olinda Larralde Ortiz. Ze kregen twee kinderen. Het paar is gescheiden, maar het is niet bekend wanneer. In maart 2024 maakte hij bekend een relatie te hebben met Charlotte Hercules. Op 27 februari 2025 werd bekend dat hun kind is geboren.

## Filmografie
| Jaar | Titel                          | Rol                           | Opmerkingen   |
| ---- | ------------------------------ | ----------------------------- | ------------- |
| 1999 | The Tech Files                 | Medewerker                    | Korte film    |
| 1999 | Dat is nooit mijn naam geweest | Gilles Boonzaaier / Keulemans | Televisiefilm |
| 2001 | Zeus                           | Lucas                         |               |
| 2002 | Talmen                         |                               | Korte film    |
| 2002 | De tweeling                    | David                         |               |
| 2003 | Cloaca                         | Acteur                        |               |
| 2004 | Le ciambelle                   | Vader                         | Korte film    |
| 2004 | De dominee                     | Ronald Jan                    |               |
| 2004 | Stille nacht                   | Jonathan                      |               |
| 2004 | Twee dromen                    | Jacek Podborski               | Televisiefilm |
| 2004 | Milan en de zielen             | Mark                          |               |
| 2006 | Don                            | Scheidsrechter                |               |
| 2006 | Farewell                       | Man                           | Korte film    |
| 2007 | Alles is liefde                | Prins Valentijn               |               |
| 2010 | Tirza                          | Publisher                     |               |
| 2010 | Heen en weerdag                | Vader                         | Korte film    |
| 2010 | Megamind                       | Metro Man                     | Stem          |
| 2012 | Süskind                        | Walter Süskind                |               |
| 2012 | De overloper                   | Peer Walraven                 | Telefilm      |
| 2012 | Tony 10                        | Gilles                        |               |
| 2012 | Jackie                         | Joost                         |               |
| 2013 | APP                            | Jerry                         |               |
| 2013 | Mannenharten                   | Wouter                        |               |
| 2015 | Mannenharten 2                 | Wouter                        |               |
| 2015 | The Paradise Suite             | Sven                          |               |
| 2015 | Ja, ik wil!                    | Pieter                        |               |
| 2016 | Trots en verlangen             | Alexander Wissing             | Televisiefilm |
| 2016 | Meester Kikker                 | meester Frans                 | [ 6 ]         |
| 2016 | Een echte Vermeer              | Han van Meegeren              |               |
| 2016 | Finding Dory                   | Bailey                        | Stem          |
| 2019 | Bumperkleef                    | Hans                          |               |
| 2022 | Kerstappels                    | Tim Meijer                    | Televisiefilm |
| 2023 | De Vuurlinie                   | Geert-Jan Knoops              |               |
| 2024 | IF                             | Blue                          | Stem          |
| 2024 | Superkrachten voor je hoofd    | Healix                        |               |
| 2024 | Goudappels                     | Tim Meijer                    | Televisiefilm |

| Jaar       | Titel                      | Rol                     | Opmerkingen                                                                 |
| ---------- | -------------------------- | ----------------------- | --------------------------------------------------------------------------- |
| 1999       | Baantjer                   | Loeka                   | Afl. "De Cock en de moord uit instinct"                                     |
| 2000       | Russen                     | Marcel Dijkstra         | Afl. "Het eerste lijk"                                                      |
| 2002       | Baantjer                   | Koen van der Kamp       | Afl. "De Cock en de moordfilm deel 1" Afl. "De Cock en de moordfilm deel 2" |
| 2003       | Meiden van De Wit          | Kevin Kramer            | Afl. "Health & Beauty "                                                     |
| 2005–06    | Lieve lust                 | Wouter                  | 13 afl.                                                                     |
| 2006       | Spoorloos verdwenen        | Axel de Zoete           | Afl. "De verdwenen bruidegom"                                               |
| 2007       | Keyzer & De Boer Advocaten | Laurens Knobbe          | Afl. "Uit het leven"                                                        |
| 2008       | Koning van de Maas         | Inspecteur              | Miniserie                                                                   |
| 2008       | Gooische vrouwen           | Joost van Benthum       | Seizoen 4, afl. 3–6                                                         |
| 2009       | Sorry Minister             | Minister Karel Bijl     | 11 afl.                                                                     |
| 2010       | Annie M.G.                 | Sal Tas                 | Afl. "Hoofdstuk 4"                                                          |
| 2010       | Bloedverwanten             | Thomas Zwager           | 12 afl.                                                                     |
| 2010–2013  | De vloer op                | Verschillende rollen    | Verschillende afl.                                                          |
| 2011       | 't Spaanse Schaep          | Spaanse dokter          | Afl. "Raquel"                                                               |
| 2011       | Rembrandt en ik            | Cosimo de' Medici       | Afl. "Cornelia"                                                             |
| 2012       | Lijn 32                    | Stefan Born             | Afl. "één" Afl. "vijf"                                                      |
| 2012–2016  | Divorce                    | Boudewijn Schaeffer     | 49 afl.                                                                     |
| 2014       | Vrolijke kerst             | Maarten Vrolijk (vader) | 24 afl.                                                                     |
| 2016       | Vlucht HS13                | Haje Kraamer            | 10 afl.                                                                     |
| 2008–heden | Sinterklaasjournaal        | Diverse rollen          |                                                                             |
| 2017       | De Spa                     | Paul                    | 1 afl.                                                                      |
| 2017–2018  | Suspects                   | Daan de Ridder          | Videoland-serie                                                             |
| 2018       | Ransom                     | Daniel                  | Afl. "Hardliner" (CBS-serie)                                                |
| 2018       | Kerst met de Kuijpers      | Frank Kuijpers          | Videoland-serie                                                             |
| 2019–heden | Oogappels                  | Tim Meijer              |                                                                             |
| 2019       | Stanley H.                 | Stanley Hillis          | 4 afl.                                                                      |
| 2021       | De regels van Floor        | Leraar Nederlands       |                                                                             |
| 2022       | Het jaar van Fortuyn       | Pim Fortuyn             |                                                                             |
| 2023–heden | Anoniem                    | Jurre Jansen            | Hoofdrol                                                                    |
| 2023       | De zaak Schaap             | verteller               |                                                                             |
| 2024       | Nieuw Zeer                 | verschillende rollen    |                                                                             |

## Toneel
- 2004 - "Ludmilla"
- 2005 - "De Methode"
- 2005 - "Het Belang van Ernst"
- 2005 - "Monty Python’s Flying Circus"
- 2005 - "Het Temmen van de Feeks"
- 2007 - "Levende Doden"
- 2007 - "Eline Vere"
- 2008-2009 - "Carmen"
- 2009 - "Romeo & Julia"
- 2009 - "Dagelijks Brood"
- 2010 - "Pier Paulo Pasolini"
- 2010-2011 - "Verre Vrienden"
- 2011-2012 - "Midzomernachtdroom"
- 2011-2012 - "De Prooi"
- 2013 - "Het Stenen Bruidsbed"
- 2014 - "Blauwdruk voor een nog beter leven"
- 2016 - "Venus"
- 2017 - "Terror"
- 2019 - "Noem het maar liefde"[7]
- 2020 - De liefde begraven
- 2023 - De Kersentuin
- 2025 - CYRANO